# Горбанівка (Полтавський район)

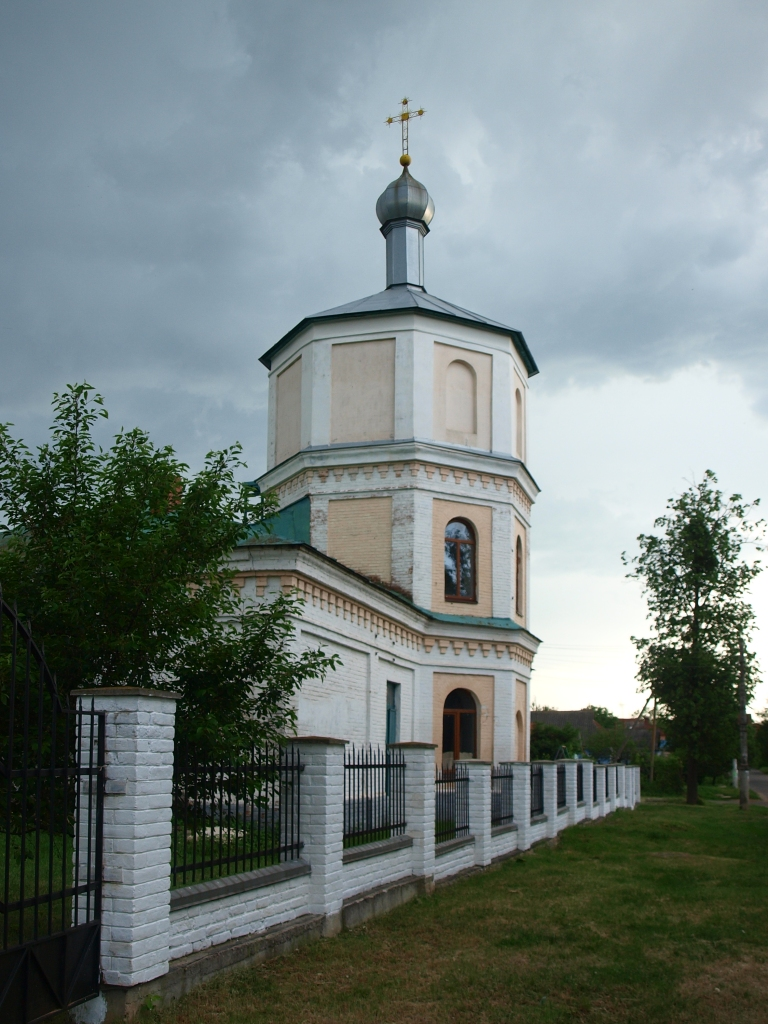
Храм Різдва Богородиці

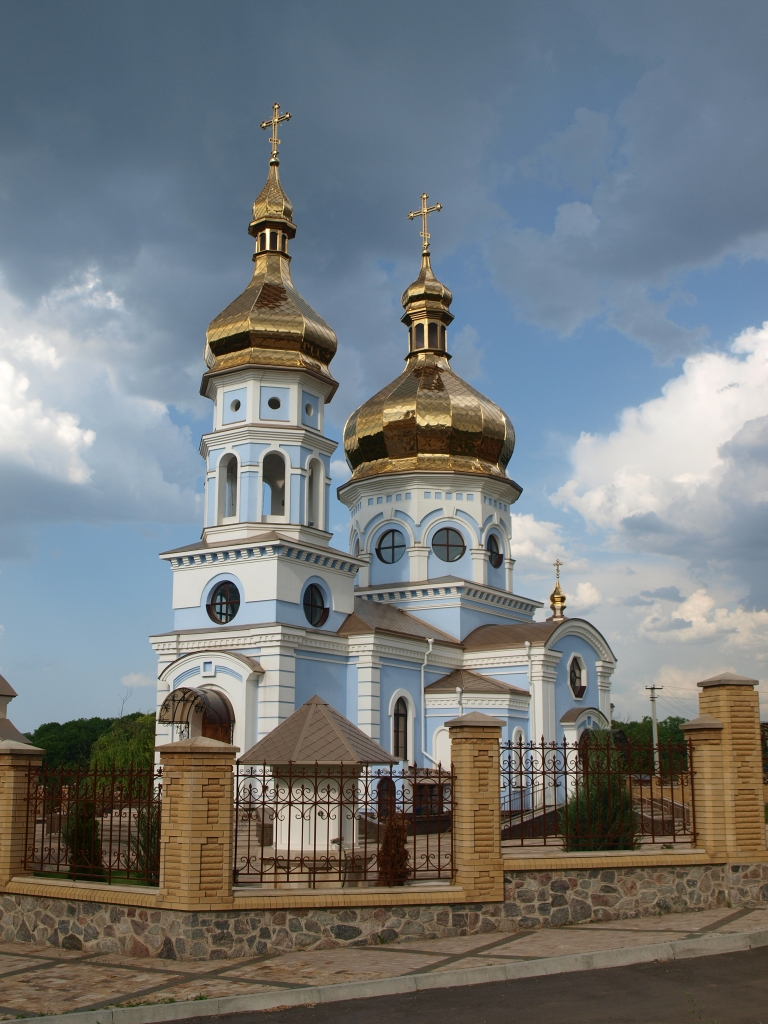
Новий храм Різдва Богородиці

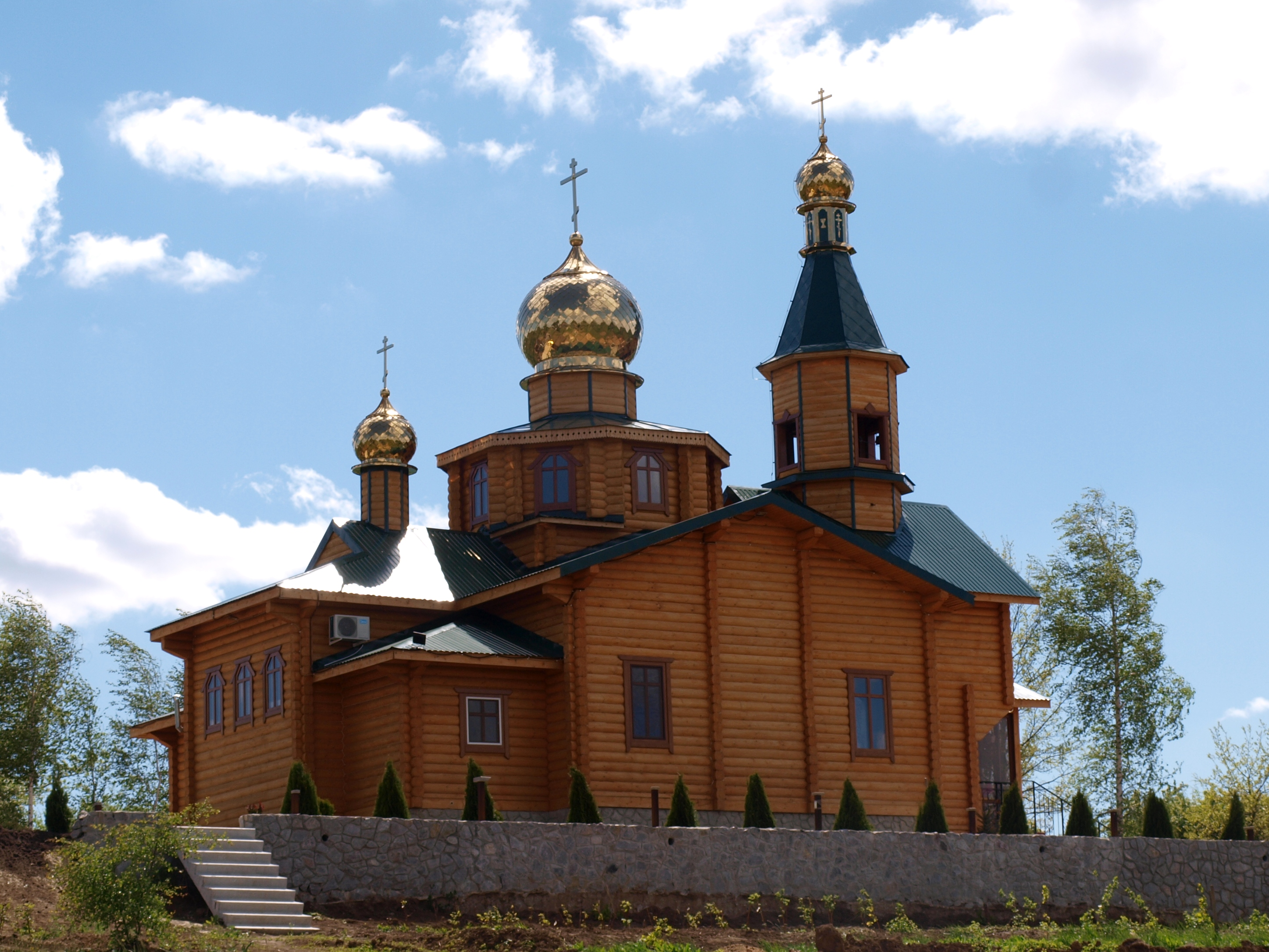
Дерев'яна церква

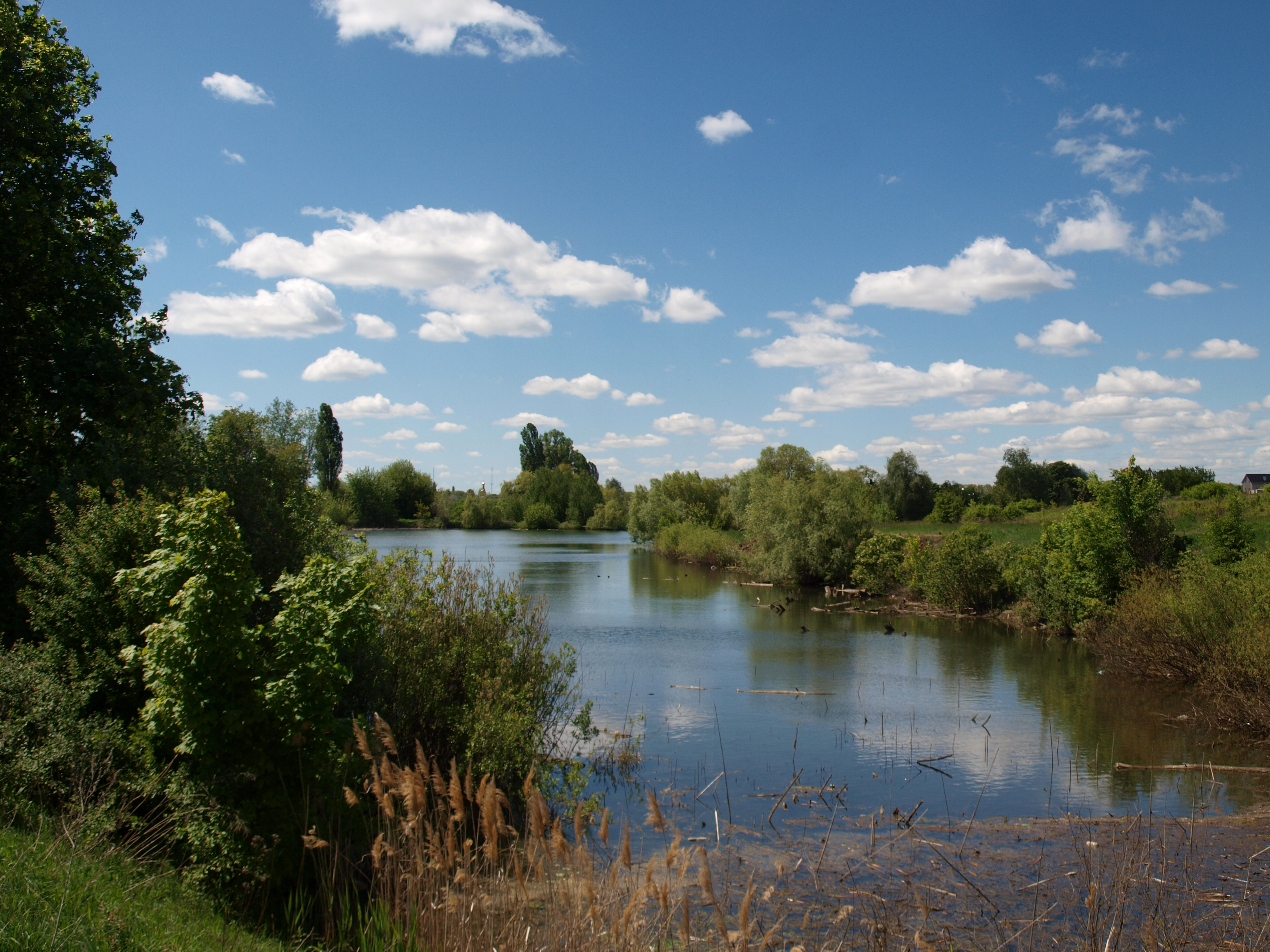
Ставок

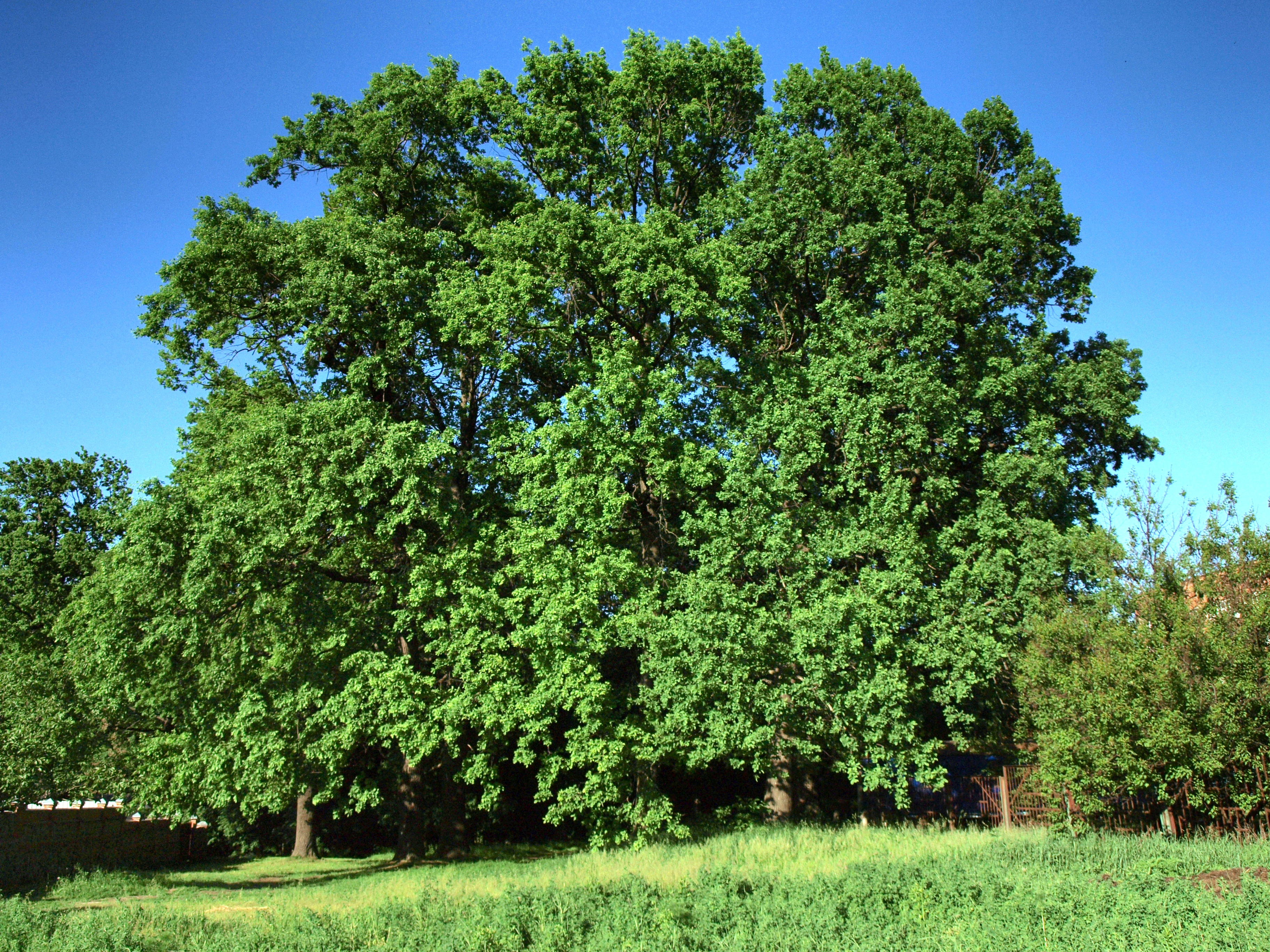
Дубовий гай

Горбані́вка — село в Україні, у Щербанівській сільській громаді Полтавського району Полтавської області України. Населення — 803 осіб (2012 рік). Орган місцевого самоврядування — Щербанівська сільська рада. Висота над рівнем моря — 87 м

## Географія
Село Горбанівка примикає до міста Полтава, розташоване на відстані 0,5 км від села Розсошенці. По селу протікає невеличкий струмок з загатами. Поруч проходять автомобільні дороги М03 та М22 (E584).
У селі розташована ботанічна пам'ятка природи — «Дубовий Гай».

## Історія
У 1709–1710 роках коштом старшини полтавського полку Вовковняка у селі була збудована дерев'яна церква на честь Різдва Пресвятої Богородиці.
За клопотанням священика Явтуха Павловського було отримано дозвіл єпископа Полтавського Мефодія на зведення нової мурованої церкви. 1818 року було завершено будівництво мурованої теплої церкви з дерев'яною банею. 1850 року було отримано кошти від полковника Анісімова та баронеси Губерт на будівництво нової дерев'яної бані, дерев'яної дзвіниці та на новий іконостас.
У храмі зберігалася чудотворна ікона Горбанівської Божої Матері.
1776 року до парафії належало 40 дворів. 1895 року службу відвідувало вже 1266 душ парафіян.
1902 року до парафії належали села Горбанівка, Розсошинці, хутори Простенці, Вільшана, Павловщина. Цього року нараховувалося 1433 душі парафіян, а 1912-го — 1524 душі обох статей.
26 листопада 2008 року прийнято рішення Священного Синоду УПЦ Київського Патріархату про відкриття в с. Горбанівка монастиря Різдва Пресвятої Богородиці.
У вересні 2013 року Святійший Патріарх Філарет у Горбанівці звершив чин освячення новозбудованого храму на честь Різдва Пресвятої Богородиці.
12 червня 2020 року, відповідно до розпорядження Кабінету Міністрів України № 721-р «Про визначення адміністративних центрів та затвердження територій територіальних громад Полтавської області», село увійшло до складу Щербанівської сільської громади.
19 липня 2020 року, в результаті адміністративно - територіальної реформи та ліквідації Полтавського району(1925-2020), село увійшло до складу новоутвореного Полтавського району.

## Населення

### Мова
Розподіл населення за рідною мовою за даними перепису 2001 року:
| Мова            | Кількість | Відсоток |
| --------------- | --------- | -------- |
| українська      | 777       | 96.76%   |
| російська       | 25        | 3.11%    |
| інші/не вказали | 1         | 0.13%    |
| Усього          | 803       | 100%     |

## Економіка
- «Грін-Капітал Україна», ТОВ.
- «ПОЛТАВАПЛЕМСЕРВІС», ВАТ.
- Полтавська обласна ветеринарно-медична лабораторія, ДП.
- «Укртатнафта», торговий дім, ЗАТ, філія.

## Об'єкти соціальної сфери
- Горбанівський геріатричний пансіонат ветеранів війни та праці.

## Релігія
- Храм Різдва Пресвятої Богородиці.

## Відомі уродженці
- Котляр Василь Федорович — драматург і журналіст, заслужений журналіст України.
- Олександр (Ярещенко, 1889 — ? після 1934) — церковний діяч УАПЦ, архієпископ Харківський, голова ідеологічної комісії УАПЦ.